# Yunnanxan
Yunnanxan este un taxan diterpenoid bioactiv, izolat pentru prima dată din Taxus wallichiana. Yunnanxan a fost ulterior izolat din culturi de Taxus cuspidata și Taxus chinensis. Patru esteri homologi ai acestui compus au fost de asemenea izolați din plantele din genul Taxus. Se presupune că yunnanxan are un grad de activitate împotriva cancerului in vitro.